# Soupisky hokejových reprezentací na MS 2012
Mistrovství světa v ledním hokeji 2012 se zúčastnilo 16 národních týmů.

## Medailisté

### Soupiska ruského týmu
- Hlavní trenér: Zinetula Biljaletdinov – Rusko

| 1  | B | Semjon Varlamov     | Colorado Avalanche       |
| 2  | B | Konstantin Barulin  | Atlant Mytišči           |
| 3  | B | Michail Birjukov    | HK Jugra Chanty-Mansijsk |
| 1  | O | Ilja Nikulin –      | Ak Bars Kazaň            |
| 2  | O | Dmitrij Kalinin     | SKA Petrohrad            |
| 3  | O | Nikita Nikitin      | Columbus Blue Jackets    |
| 4  | O | Děnis Děnisov       | SKA Petrohrad            |
| 5  | O | Jevgenij Medveděv   | Ak Bars Kazaň            |
| 6  | O | Alexej Jemelin      | Montreal Canadiens       |
| 7  | O | Jevgenij Rjasenskij | CSKA Moskva              |
| 8  | O | Jevgenij Birjukov   | Metallurg Magnitogorsk   |
| 9  | Ú | Děnis Kokarev       | HK Dynamo Moskva         |
| 10 | Ú | Jevgenij Malkin     | Pittsburgh Penguins      |
| 11 | Ú | Pavel Dacjuk        | Detroit Red Wings        |
| 12 | Ú | Alexandr Svitov     | Salavat Julajev Ufa      |
| 13 | Ú | Alexandr Popov      | Avangard Omsk            |
| 14 | Ú | Alexej Těreščenko   | Ak Bars Kazaň            |
| 15 | Ú | Alexandr Pěrežogin  | Avangard Omsk            |
| 16 | Ú | Jevgenij Ketov      | Severstal Čerepovec      |
| 17 | Ú | Sergej Širokov      | CSKA Moskva              |
| 18 | Ú | Jevgenij Kuzněcov   | Traktor Čeljabinsk       |
| 19 | Ú | Nikolaj Žerděv      | Atlant Mytišči           |
| 20 | Ú | Nikolaj Kuljomin    | Toronto Maple Leafs      |
| 21 | Ú | Alexandr Sjomin     | Washington Capitals      |
| 22 | Ú | Alexandr Ovečkin    | Washington Capitals      |

### Soupiska slovenského týmu
- Hlavní trenér: Vladimír Vůjtek – Česká republika

| 1  | B | Peter Hamerlík     | HC Oceláři Třinec              |
| 2  | B | Ján Laco           | HC Lev Poprad                  |
| 3  | B | Július Hudáček     | Södertälje SK                  |
| 1  | O | Ivan Baranka       | HK Spartak Moskva              |
| 2  | O | Tomáš Starosta     | HK Jugra Chanty-Mansijsk       |
| 3  | O | René Vydarený      | HC Mountfield České Budějovice |
| 4  | O | Zdeno Chára –      | Boston Bruins                  |
| 5  | O | Andrej Sekera      | Buffalo Sabres                 |
| 6  | O | Dominik Graňák     | HK Dynamo Moskva               |
| 7  | O | Kristián Kudroč    | Porin Ässät                    |
| 8  | O | Michal Sersen      | HC Sparta Praha                |
| 9  | Ú | Miroslav Šatan     | HC Slovan Bratislava           |
| 10 | Ú | Libor Hudáček      | HC Slovan Bratislava           |
| 11 | Ú | Tomáš Surový       | CSKA Moskva                    |
| 12 | Ú | Mário Bližňák      | HC Sparta Praha                |
| 13 | Ú | Milan Bartovič     | Bílí Tygři Liberec             |
| 14 | Ú | Juraj Mikúš        | TPS Turku                      |
| 15 | Ú | Marcel Hossa       | Dinamo Riga                    |
| 16 | Ú | Tomáš Kopecký      | Florida Panthers               |
| 17 | Ú | Marcel Haščák      | HC Košice                      |
| 18 | Ú | Tomáš Tatar        | Grand Rapids Griffins          |
| 19 | Ú | Michel Miklík      | HC Košice                      |
| 20 | Ú | Branko Radivojevič | Atlant Mytišči                 |
| 21 | Ú | Michal Handzuš     | San Jose Sharks                |
| 22 | Ú | Marek Hovorka      | Rytíři Kladno                  |

### Soupiska českého týmu
- Hlavní trenér: Alois Hadamczik – Česká republika

| 33 | B | Jakub Štěpánek   | HC Lev Praha                   |
| 1  | B | Jakub Kovář      | HC Mountfield České Budějovice |
| 29 | B | Petr Mrázek      | Ottawa 67's                    |
| 23 | O | Ondřej Němec     | HC Lev Praha                   |
| 25 | O | Lukáš Krajíček   | HK Dinamo Minsk                |
| 36 | O | Petr Čáslava     | CSKA Moskva                    |
| 44 | O | Miroslav Blaťák  | Salavat Julajev Ufa            |
| 80 | O | Zdeněk Kutlák    | HC Ambrì-Piotta                |
| 87 | O | Jakub Nakládal   | Salavat Julajev Ufa            |
| 6  | O | Tomáš Mojžíš     | HC Lev Praha                   |
| 30 | O | Jakub Krejčík    | HC Lev Praha                   |
| 9  | Ú | Milan Michálek   | Ottawa Senators                |
| 12 | Ú | Jiří Novotný A   | HC Lev Praha                   |
| 14 | Ú | Tomáš Plekanec – | Montreal Canadiens             |
| 22 | Ú | Lukáš Kašpar     | Barys Astana                   |
| 46 | Ú | David Krejčí     | Boston Bruins                  |
| 62 | Ú | Petr Tenkrát     | HC Sparta Praha                |
| 67 | Ú | Michael Frolík   | Chicago Blackhawks             |
| 73 | Ú | Petr Průcha      | SKA Petrohrad                  |
| 82 | Ú | Michal Vondrka   | HC Slovan Bratislava           |
| 83 | Ú | Aleš Hemský      | Edmonton Oilers                |
| 88 | Ú | Jakub Petružálek | Amur Chabarovsk                |
| 93 | Ú | Petr Nedvěd A    | Bílí Tygři Liberec             |
| 42 | Ú | Petr Koukal      | HC ČSOB Pojišťovna Pardubice   |
| 10 | Ú | Martin Erat      | Nashville Predators            |

### Soupiska finského týmu
- Hlavní trenér: Jukka Jalonen – Finsko

| 31 | B | Petri Vehanen     | Ak Bars Kazaň           |
| 32 | B | Kari Lehtonen     | Dallas Stars            |
| 30 | B | Karri Rämö        | Avangard Omsk           |
| 4  | O | Ossi Väänänen     | Jokerit                 |
| 5  | O | Lasse Kukkonen A  | Metallurg Magnitogorsk  |
| 6  | O | Topi Jaakola      | Luleå HF                |
| 7  | O | Mikko Mäenpää     | Amur Chabarovsk         |
| 21 | O | Janne Niskala     | Atlant Mytišči          |
| 28 | O | Anssi Salmela     | Avangard Omsk           |
| 38 | O | Juuso Hietanen    | Torpedo Nižnij Novgorod |
| 56 | O | Joonas Järvinen   | Pelicans                |
| 9  | Ú | Mikko Koivu –     | Minnesota Wild          |
| 12 | Ú | Jani Tuppurainen  | JYP Jyväskylä           |
| 18 | Ú | Jesse Joensuu     | HV71                    |
| 19 | Ú | Tuomas Kiiskinen  | KalPa                   |
| 20 | Ú | Janne Pesonen     | HIFK Hockey             |
| 26 | Ú | Jarkko Immonen    | Ak Bars Kazaň           |
| 27 | Ú | Petri Kontiola    | Traktor Čeljabinsk      |
| 36 | Ú | Jussi Jokinen A   | Carolina Hurricanes     |
| 37 | Ú | Mika Pyörälä      | Frölunda HC             |
| 39 | Ú | Niko Kapanen      | Ak Bars Kazaň           |
| 40 | Ú | Antti Pihlström   | Salavat Julajev Ufa     |
| 51 | Ú | Valtteri Filppula | Detroit Red Wings       |
| 64 | Ú | Mikael Granlund   | HIFK Hockey             |
| 71 | Ú | Leo Komarov       | HK Dynamo Moskva        |

### Soupiska kanadského týmu
- Hlavní trenér: Brent Sutter – Kanada

| 30 | B | Cam Ward            | Carolina Hurricanes   |
| 40 | B | Devan Dubnyk        | Edmonton Oilers       |
| 2  | O | Duncan Keith        | Chicago Blackhawks    |
| 3  | O | Dion Phaneuf A      | Toronto Maple Leafs   |
| 4  | O | Jay Bouwmeester     | Calgary Flames        |
| 5  | O | Luke Schenn         | Toronto Maple Leafs   |
| 27 | O | Ryan Murray         | Everett Silvertips    |
| 33 | O | Marc Methot         | Columbus Blue Jackets |
| 44 | O | Marc-Edouard Vlasic | San Jose Sharks       |
| 22 | O | Kyle Quincey        | Detroit Red Wings     |
| 9  | Ú | Evander Kane        | Winnipeg Jets         |
| 10 | Ú | Corey Perry         | Anaheim Ducks         |
| 14 | Ú | Jordan Eberle       | Edmonton Oilers       |
| 15 | Ú | Ryan Getzlaf –      | Anaheim Ducks         |
| 16 | Ú | Andrew Ladd         | Winnipeg Jets         |
| 20 | Ú | John Tavares        | New York Islanders    |
| 24 | Ú | Jamie Benn          | Dallas Stars          |
| 26 | Ú | Teddy Purcell       | Tampa Bay Lightning   |
| 37 | Ú | Ryan O'Reilly       | Colorado Avalanche    |
| 41 | Ú | Alexandre Burrows   | Vancouver Canucks     |
| 53 | Ú | Jeff Skinner        | Carolina Hurricanes   |
| 81 | Ú | Patrick Sharp A     | Chicago Blackhawks    |
| 93 | Ú | Ryan Nugent-Hopkins | Edmonton Oilers       |

### Soupiska švédského týmu
- Hlavní trenér: Pär Mårts – Švédsko

| 1  | B | Jhonas Enroth       | Buffalo Sabres      |
| 2  | B | Viktor Fasth        | AIK IF              |
| 1  | O | Staffan Kronwall    | Severstal Čerepovec |
| 2  | O | Jonas Brodin        | Färjestad BK        |
| 3  | O | Niklas Hjalmarsson  | Chicago Blackhawks  |
| 4  | O | Jonathan Ericsson   | Detroit Red Wings   |
| 5  | O | Niklas Kronwall     | Detroit Red Wings   |
| 6  | O | Erik Karlsson       | Ottawa Senators     |
| 7  | O | Victor Hedman       | Tampa Bay Lightning |
| 8  | Ú | Daniel Alfredsson – | Ottawa Senators     |
| 9  | Ú | Fredrik Pettersson  | Frölunda HC         |
| 10 | Ú | Calle Järnkrok      | Brynäs IF           |
| 11 | Ú | Joel Lundqvist      | Frölunda HC         |
| 12 | Ú | Loui Eriksson       | Dallas Stars        |
| 13 | Ú | Niklas Persson      | CSKA Moskva         |
| 14 | Ú | Viktor Stålberg     | Chicago Blackhawks  |
| 15 | Ú | Marcus Krüger       | Chicago Blackhawks  |
| 16 | Ú | Jakob Silfverberg   | Ottawa Senators     |
| 17 | Ú | Henrik Zetterberg   | Detroit Red Wings   |
| 18 | Ú | Gabriel Landeskog   | Colorado Avalanche  |
| 19 | Ú | Johan Franzén       | Detroit Red Wings   |
| 20 | Ú | Johan Larsson       | Brynäs IF           |

### Soupiska amerického týmu
- Hlavní trenér: Scott Gordon – USA

| 1  | B | Richard Bachman   | Dallas Stars          |
| 2  | B | Jimmy Howard      | Detroit Red Wings     |
| 3  | B | John Curry        | Hamburg Freezers      |
| 1  | O | Jeff Petry        | Edmonton Oilers       |
| 2  | O | Jack Johnson –    | Columbus Blue Jackets |
| 3  | O | Cam Fowler        | Anaheim Ducks         |
| 4  | O | Alex Goligoski    | Dallas Stars          |
| 5  | O | Justin Faulk      | Carolina Hurricanes   |
| 6  | O | Chris Butler      | Calgary Flames        |
| 7  | O | Dustin Brown      | San Jose Sharks       |
| 8  | Ú | Bobby Ryan        | Anaheim Ducks         |
| 9  | Ú | Ryan Lasch        | Pelicans              |
| 10 | Ú | Cam Atkinson      | Columbus Blue Jackets |
| 11 | Ú | Joey Crabb        | Toronto Maple Leafs   |
| 12 | Ú | Justin Abdelkader | Detroit Red Wings     |
| 13 | Ú | Jim Slater        | Winnipeg Jets         |
| 14 | Ú | Kyle Okposo       | New York Islanders    |
| 15 | Ú | J. T. Brown       | Tampa Bay Lightning   |
| 16 | Ú | Paul Stastny      | Colorado Avalanche    |
| 17 | Ú | Patrick Dwyer     | Carolina Hurricanes   |
| 18 | Ú | Nate Thompson     | Tampa Bay Lightning   |
| 19 | Ú | Max Pacioretty    | Montreal Canadiens    |
| 20 | Ú | Kyle Palmieri     | Anaheim Ducks         |

### Soupiska norského týmu
- Hlavní trenér: Roy Johansen – Norsko

| 1  | B | Lars Volden              | Espoo Blues       |
| 2  | B | Lars Haugen              | Šachtar Salihorsk |
| 3  | B | Pål Grotnes              | Stjernen Hockey   |
| 1  | O | Juha Kaunismäki          | Stavanger Oilers  |
| 2  | O | Jonas Holøs              | Växjö Lakers HC   |
| 3  | O | Mats Trygg               | HV71              |
| 4  | O | Lars Løkken Østli        | Storhamar Hockey  |
| 5  | O | Henrik Solberg           | Stavanger Oilers  |
| 6  | O | Alexander Bonsaksen      | Rögle BK          |
| 7  | O | Ole-Kristian Tollefsen – | MODO Hockey       |
| 8  | Ú | Mads Hansen              | Brynäs IF         |
| 9  | Ú | Lars Erik Spets          | Lørenskog IK      |
| 10 | Ú | Mats Rosseli Olsen       | Frölunda HC       |
| 11 | Ú | Tommy Kristiansen        | HV71              |
| 12 | Ú | Per-Åge Skrøder          | MODO Hockey       |
| 13 | Ú | Anders Bastiansen        | Färjestad BK      |
| 14 | Ú | Morten Ask               | HV71              |
| 15 | Ú | Martin Røymark           | Timrå IK          |
| 16 | Ú | Andreas Martinsen        | Lillehammer IK    |
| 17 | Ú | Kristian Forsberg        | MODO Hockey       |
| 18 | Ú | Ken André Olimb          | Leksands IF       |
| 19 | Ú | Patrick Thoresen         | SKA Petrohrad     |
| 20 | Ú | Mathis Olimb             | Frölunda HC       |
| 21 | Ú | Marius Holtet            | Färjestad BK      |

### Soupiska francouzského týmu
- Hlavní trenér: Dave Henderson – Francie

| 39 | B | Cristobal Huet             | Fribourg-Gottéron            |
| 42 | B | Fabrice Lhenry             | Rouen Hockey Élite 76        |
| 49 | B | Florian Hardy              | Chamois de Chamonix          |
| 27 | O | Baptiste Amar              | Grenoble Métropole Hockey 38 |
| 18 | O | Yohann Auvitu              | JYP Jyväskylä                |
| 3  | O | Vincent Bachet A           | Gothiques d'Amiens           |
| 74 | O | Nicolas Besch              | Comarch Cracovia             |
| 84 | O | Kevin Hecquefeuille        | Ženeva-Servette HC           |
| 4  | O | Antonin Manavian           | Rouen Hockey Élite 76        |
| 20 | O | Maxime Moisand             | Odense Bulldogs              |
| 32 | O | Alexandre Rouleau          | Grenoble Métropole Hockey 38 |
| 41 | Ú | Pierre-Édouard Bellemare A | Skellefteå AIK               |
| 26 | Ú | Charles Bertrand           | Lukko Rauma                  |
| 14 | Ú | Stephane Da Costa          | Binghamton Senators          |
| 80 | Ú | Teddy Da Costa             | GKS Tychy                    |
| 24 | Ú | Julien Desrosiers          | Rouen Hockey Élite 76        |
| 9  | Ú | Damien Fleury              | Timrå IK                     |
| 71 | Ú | Anthony Guttig             | Ducs de Dijon                |
| 22 | Ú | Brian Henderson            | Ducs d'Angers                |
| 19 | Ú | Loïc Lampérier             | Diables Rouges de Briançon   |
| 10 | Ú | Laurent Meunier –          | Straubing Tigers             |
| 28 | Ú | Damien Raux                | Ducs d'Angers                |
| 54 | Ú | Antoine Roussel            | Chicago Wolves               |
| 77 | Ú | Sacha Treille              | HC Sparta Praha              |
| 7  | Ú | Yorick Treille             | HC Sparta Praha              |

### Soupiska lotyšského týmu
- Hlavní trenér: Ted Nolan – Kanada

| 1  | B | Māris Jučers      | Dinamo Riga              |
| 2  | B | Edgars Masaļskis  | HK Jugra Chanty-Mansijsk |
| 3  | B | Ervīns Muštukovs  | Odense Bulldogs          |
| 1  | O | Rodrigo Laviņš    | Dinamo Riga              |
| 2  | O | Kristaps Sotnieks | Dinamo Riga              |
| 3  | O | Oskars Cibuļskis  | Dinamo Riga              |
| 4  | O | Guntis Galvinš    | Dinamo Riga              |
| 5  | O | Jānis Andersons   | HK Liepājas Metalurgs    |
| 6  | O | Krišjānis Rēdlihs | Dinamo Riga              |
| 7  | O | Georgijs Pujacs   | Avangard Omsk            |
| 8  | O | Oskars Bārtulis   | Adirondack Phantoms      |
| 9  | Ú | Jānis Sprukts –   | Dinamo Riga              |
| 10 | Ú | Juris Štāls       | Dinamo Riga              |
| 11 | Ú | Roberts Bukarts   | Dinamo Riga              |
| 12 | Ú | Miks Indrašis     | Dinamo Riga              |
| 13 | Ú | Gints Meija       | Dinamo Riga              |
| 14 | Ú | Kaspars Saulietis | HK Něman Grodno          |
| 15 | Ú | Aleksejs Širokovs | Torpedo Ust-Kamenogorsk  |
| 16 | Ú | Koba Jass         | Torpedo Ust-Kamenogorsk  |
| 17 | Ú | Armands Berzins   | Junosť Minsk             |
| 18 | Ú | Andris Džeriņš    | Dinamo Riga              |
| 19 | Ú | Miķelis Rēdlihs   | Dinamo Riga              |
| 20 | Ú | Kaspars Daugaviņš | Ottawa Senators          |
| 21 | Ú | Ronalds Ķēniņš    | ZSC Lions                |
| 22 | Ú | Mārtiņš Cipulis   | Dinamo Riga              |

### Soupiska švýcarského týmu
- Hlavní trenér: Sean Simpson – Kanada

| 1  | B | Reto Berra            | EHC Biel           |
| 2  | B | Lukas Flueler         | ZSC Lions          |
| 3  | B | Tobias Stephan        | Ženeva-Servette HC |
| 1  | O | Severin Blindenbacher | ZSC Lions          |
| 2  | O | Mark Streit –         | New York Islanders |
| 3  | O | Félicien Du Bois      | EHC Kloten         |
| 4  | O | Mathias Seger         | ZSC Lions          |
| 5  | O | Luca Sbisa            | Anaheim Ducks      |
| 6  | O | Philippe Furrer       | SC Bern            |
| 7  | O | Goran Bezina          | Ženeva-Servette HC |
| 8  | O | Patrick von Gunten    | Frölunda HC        |
| 9  | Ú | Andres Ambühl         | ZSC Lions          |
| 10 | Ú | Benjamin Plüss        | Fribourg-Gottéron  |
| 11 | Ú | Roman Wick            | EHC Kloten         |
| 12 | Ú | Nino Niederreiter     | New York Islanders |
| 13 | Ú | Thibaut Monnet        | ZSC Lions          |
| 14 | Ú | Ivo Rüthemann         | SC Bern            |
| 15 | Ú | Daniel Rubin          | Ženeva-Servette HC |
| 16 | Ú | Morris Trachsler      | Ženeva-Servette HC |
| 17 | Ú | Matthias Bieber       | EHC Kloten         |
| 18 | Ú | Denis Hollenstein     | EHC Kloten         |
| 19 | Ú | Simon Moser           | SCL Tigers         |
| 20 | Ú | Kevin Romy            | HC Lugano          |
| 21 | Ú | Damien Brunner        | EV Zug             |

### Soupiska německého týmu
- Hlavní trenér: Jakob Kölliker – Švýcarsko

| 1  | B | Dimitri Kotschnew   | Atlant Mytišči     |
| 44 | B | Dennis Endras       | HIFK Hockey        |
| 2  | O | Denis Reul          | Adler Mannheim     |
| 3  | O | Justin Krueger      | Charlotte Checkers |
| 7  | O | Florian Ondruschka  | Straubing Tigers   |
| 12 | O | Christopher Fischer | Grizzlys Wolfsburg |
| 13 | O | Christoph Schubert  | Hamburg Freezers   |
| 27 | O | Kevin Lavallee      | Kölner Haie        |
| 77 | O | Nikolai Goc         | Adler Mannheim     |
| 82 | O | Sinan Akdağ         | Krefeld Pinguine   |
| 17 | Ú | Marcus Kink         | Adler Mannheim     |
| 18 | Ú | Kai Hospelt A       | Grizzlys Wolfsburg |
| 19 | Ú | Evan Kaufmann       | Düsseldorfer EG    |
| 21 | Ú | John Tripp          | Kölner Haie        |
| 24 | Ú | André Rankel        | Eisbären Berlín    |
| 86 | Ú | Daniel Pietta       | Krefeld Pinguine   |
| 29 | Ú | Alexander Barta A   | Malmö Redhawks     |
| 37 | Ú | Patrick Reimer      | Düsseldorfer EG    |
| 39 | Ú | Thomas Greilinger   | ERC Ingolstadt     |
| 47 | Ú | Christoph Ullmann   | Adler Mannheim     |
| 55 | Ú | Felix Schütz        | Kölner Haie        |
| 57 | Ú | Marcel Goc –        | Florida Panthers   |
| 67 | Ú | Sebastian Furchner  | Grizzlys Wolfsburg |
| 87 | Ú | Philip Gogulla      | Kölner Haie        |

### Soupiska dánského týmu
- Hlavní trenér: Per Bäckman – Švédsko

| 1  | B | Patrick Galbraith | Espoo Blues          |
| 30 | B | Frederik Andersen | Frölunda HC          |
| 31 | B | Simon Nielsen     | Lukko Rauma          |
| 3  | O | Philip Larsen     | Dallas Stars         |
| 4  | O | Mads Bødker       | Leksands IF          |
| 5  | O | Daniel Nielsen A  | Hamburg Freezers     |
| 6  | O | Stefan Lassen     | Malmö Redhawks       |
| 18 | O | Kasper Jensen     | BIK Karlskoga        |
| 41 | O | Jesper Jensen     | Rögle BK             |
| 84 | O | Philip Hersby     | Odense Bulldogs      |
| 8  | Ú | Frederik Storm    | Herlev Eagles        |
| 12 | Ú | Bjarke Møller     | AaB Ishockey         |
| 13 | Ú | Morten Green –    | Malmö Redhawks       |
| 14 | Ú | Kirill Starkov    | SønderjyskE Ishockey |
| 36 | Ú | Jannik Hansen     | Vancouver Canucks    |
| 23 | Ú | Kim Lykkeskov     | SønderjyskE Ishockey |
| 29 | Ú | Morten Madsen A   | MODO Hockey          |
| 33 | Ú | Julian Jakobsen   | Södertälje SK        |
| 38 | Ú | Morten Poulsen    | IK Oskarshamn        |
| 40 | Ú | Jesper Jensen     | Hamburg Freezers     |
| 44 | Ú | Nichlas Hardt     | Jokerit              |
| 51 | Ú | Frans Nielsen A   | New York Islanders   |
| 81 | Ú | Lars Eller        | Montreal Canadiens   |

### Soupiska běloruského týmu
- Hlavní trenér: Kari Heikkilä – Finsko

| 1  | B | Vitalij Koval        | Torpedo Nižnij Novgorod    |
| 31 | B | Andrèj Mezin         | HK Dinamo Minsk            |
| 40 | B | Dmitrij Milčakov     | Metallurg Žlobin           |
| 5  | O | Nikolaj Stašenko     | Severstal Čerepovec        |
| 7  | O | Vladimir Děnisov –   | HK Dinamo Minsk            |
| 22 | O | Oleg Goroško         | HK Dinamo Minsk            |
| 89 | O | Dmitrij Korobov      | HK Dinamo Minsk            |
| 92 | O | Roman Graborenko     | Drummondville Voltigeurs   |
| 82 | O | Pavel Černook        | Šachtar Salihorsk          |
| 43 | O | Viktor Kostjučenok   | Avtomobilist Jekatěrinburg |
| 11 | Ú | Andrej Kulakov       | HK Dinamo Minsk            |
| 71 | Ú | Alexej Kalužny A     | Avangard Omsk              |
| 16 | Ú | Andrej Stěpanov      | Amur Chabarovsk            |
| 19 | Ú | Dmitrij Meleško      | HK Dinamo Minsk            |
| 13 | Ú | Sergej Drozd         | HK Dinamo Minsk            |
| 26 | Ú | Andrej Stas          | HK Dinamo Minsk            |
| 28 | Ú | Konstantin Kolcov    | Salavat Julajev Ufa        |
| 8  | Ú | Andrej Kolosov       | HK Homel                   |
| 18 | Ú | Andrej Ugarov        | Torpedo Nižnij Novgorod    |
| 77 | Ú | Alexander Kitarov    | HK Dinamo Minsk            |
| 84 | Ú | Michail Grabovskij A | Toronto Maple Leafs        |
| 88 | Ú | Jevgenij Kovyršin    | Severstal Čerepovec        |
| 74 | Ú | Sergej Kosticyn      | Nashville Predators        |
| 23 | Ú | Andrej Kosticyn      | Nashville Predators        |

### Soupiska italského týmu
- Hlavní trenér: Rick Cornacchia – Itálie

| 34 | B | Thomas Tragust       | HC Broncos Sterzing-Vipiteno       |
| 35 | B | Andreas Bernard      | SaiPa                              |
| 30 | B | Daniel Bellissimo    | BIK Karlskoga                      |
| 19 | O | Matthew de Marchi    | VIK Vasteras                       |
| 44 | O | Nick Plastino        | BIK Karlskoga                      |
| 24 | O | Trevor Johnson       | HC Valpellice                      |
| 50 | O | Christian Borgatello | HC Bolzano                         |
| 26 | O | Armin Helfer         | Hockey Club Pustertal-Val Pusteria |
| 27 | O | Thomas Larkin        | Colgate University                 |
| 23 | O | Stefano Marchetti    | HC Asiago                          |
| 41 | Ú | Pat Iannone          | Sport Ghiaccio Pontebba            |
| 16 | Ú | Daniel Tudin         | Sportverein Ritten-Renon           |
| 15 | Ú | Luca Felicetti       | HC Valpellice                      |
| 4  | Ú | Diego Iori           | Sportiva Hockey Club Fassa         |
| 93 | Ú | Robert Sirianni      | Hockey Club Valpellice             |
| 28 | Ú | Manuel de Toni –     | HC Alleghe                         |
| 88 | Ú | Vince Rocco          | HC Alleghe                         |
| 11 | Ú | Nicola Fontanive     | HC Alleghe                         |
| 71 | Ú | Luca Ansoldi A       | Hockey Milano Rossoblu             |
| 18 | Ú | Anton Bernard        | HC Bolzano                         |
| 9  | Ú | Derek Edwardson      | HC Bolzano                         |
| 8  | Ú | Marco Insam          | HC Bolzano                         |
| 10 | Ú | Giulio Scandella     | Hockey Club Pustertal-Val Pusteria |
| 17 | Ú | Alexander Egger A    | HC Bolzano                         |

### Soupiska kazachstánského týmu
- Hlavní trenér: Andrej Chomutov – Rusko

| 1  | B | Vitalij Kolesnik      | Salavat Julajev Ufa     |
| 2  | B | Alexej Ivanov         | Barys Astana            |
| 3  | B | Vitalij Jeremejev     | Barys Astana            |
| 1  | O | Jevgenij Fadějev      | Barys Astana            |
| 2  | O | Vladislav Kolesnikov  | Torpedo Ust-Kamenogorsk |
| 3  | O | Andrej Korabejnikov   | Torpedo Ust-Kamenogorsk |
| 4  | O | Alexej Litviněnko     | Barys Astana            |
| 5  | O | Vitalij Novopašin     | Barys Astana            |
| 6  | O | Roman Savčenko        | Barys Astana            |
| 7  | O | Děnis Šemelin         | Torpedo Ust-Kamenogorsk |
| 8  | O | Alexej Troščinskij    | Viťaz Čechov            |
| 9  | O | Sergej Jakovenko      | HK Saryarka Karaganda   |
| 10 | Ú | Jevgenij Bumagin      | Barys Astana            |
| 11 | Ú | Dmitrij Dudarev       | Torpedo Ust-Kamenogorsk |
| 12 | Ú | Alexej Voroncov       | Barys Astana            |
| 13 | Ú | Vadim Krasnoslobodcev | Barys Astana            |
| 14 | Ú | Fedor Poliščuk        | Barys Astana            |
| 15 | Ú | Konstantin Puškarjov  | Barys Astana            |
| 16 | Ú | Konstantin Romanov    | Barys Astana            |
| 17 | Ú | Jevgenij Rymarev      | Barys Astana            |
| 18 | Ú | Konstantin Savenkov   | Torpedo Ust-Kamenogorsk |
| 19 | Ú | Andrej Spiridonov     | Barys Astana            |
| 20 | Ú | Roman Starčenko       | Barys Astana            |
| 21 | Ú | Dmitrij Upper         | Atlant Mytišči          |
| 22 | Ú | Talgat Žailauov       | Barys Astana            |

- Vysvětlivky: B – brankáři, O – obránci, Ú – útočníci